# Уилсон, Джеймс Харрисон
Джеймс Харрисон Уилсон (англ. James Harrison Wilson, 2 сентября 1837 — 23 февраля 1925) — американский кадровый военный, выпускник Вест-Пойнта, инженер-топограф и генерал-майор федеральной армии в годы гражданской войны. Он служил адъютантом при главнокомандующем Джордже Макклеллане во время Мэрилендской кампании, затем был переведён в армию генерала Улисса Гранта, где получил звание бригадного генерала. В 1864 году был переведён в кавалерию и участвовал во многих столкновениях Оверлендской кампании и Кампании в долине Шенандоа. В конце года он был переведён на Запад, где возглавил кавалерию армии Шермана. На этом посту Уилсон смог разбить в сражении кавалерию генерала Натана Бедфорда Форреста, сначала в сражении при Франклине, а затем во время рейда в Алабаму, известного как Рейд Уилсона. В конце войны кавалеристы Уилсона захватили в плен президента Конфедерации Джефферсона Дэвиса и командира тюрьмы Андерсонвилл, Генри Вирца. Во время Американо-испанской войны Уилсон служил на Кубе и Пуэрто-Рико в звании генерал-майора добровольцев, а в 1901 году в звании бригадного генерала участвовал в подавлении Восстания ихэтуаней. Уилсон умер в 1925 году; на момент смерти он был одним из четырёх последних живых генералов Гражданской войны.

## Ранние годы
Уилсон родился в иллинойсском Шоунитауне, в семье Харрисона Уилсона (1789–1852) и Екатерины Уилсон (1803–1877). Он год обучался в колледже Маккендри, а 1 июля 1855 года поступил в военную академию Вест-Пойнт, которую окончил 6-м по успеваемости в выпуске 1860 года.  Его определили в корпус топографических инженеров во временном звании второго лейтенанта. С 3 октября 1860 по 14 июля 1861 года он служил инженером-топографом при штабе Орегонского департамента в форте Ванкувер.

## Гражданская война
Когда началась Гражданская война Уилсон занялся набором рекрутов для роты инженеров-топографов (с 3 сентября по 14 октября 1860 года). 10 июня 1861 года он получил постоянное звание второго лейтенанта, а 9 сентября 1861 года стал первым лейтенантом инженерного корпуса.
14 октября 1861 года Уилсон стал главным инженером при Экспедиционном корпусе, сформированном для нападения на Порт-Роял, и оставался на этой должности до 15 марта 1862 года, после чего перешёл на службу в Южный департамент, где оставался до 19 августа 1862 года. Здесь он участвовал в многочисленных разведывательных вылазках и в осаде форта Пуласки (10-11 апреля). 11 апреля 1862 года Уилсон получил временное звание майора за храбрость и отличие при взятии форта Пуласки.
В том же апреле он перевёлся в Потомакскую армию, где был сформирован Инженерный корпус под командованием Эндрю Хэмфриза. Инженеры этого корпуса должны были обеспечивать карты для наступления федеральной армии на Ричмонд (в ходе Кампании ан полуострове). В сентябре Уилсон стал адъютантом при главнокомандующем Джордже Макклеллане и присутствовал на поле боя сражений при Южной горе 14 сентября и при Энтитеме 17 сентября. 
17 октября 1862 года Уилсон перевёлся на Запад в Теннессийскую армию, где занял должность Главного инженера. В этой роли он участвовал в наступлении Гранта на Виксберг в ноябре-декабре 1862 года. 8 ноября 1862 года Уилсон получил звание полполковника добровольческой армии, которое сохранял до 31 октября 1863 года.
С 3 марта по 31 октября 1863 года Уилсон был генеральным инспектором Теннессийской армии, участвовал в новом наступлении на Виксберг, в частности, в попытке прорваться к Виксбергу через Мун-Лейк и Язу-Пасс (25 марта - 20 апреля 1863). В апреле участвовал в наступлении на Бруинсберг, 1 мая в сражении при Порт-Гибсон, а 3 мая строил мост через реку Байу-Пьер. 7 мая 1863 года он получил звание капитана регулярной армии.